# منطقة محمية ترانزفرونتير زامبيزي كافانغو
تقع منطقة محمية ترانزفرونتير زامبيزي كافانجو (Kavango - Zambezi Transfrontier Conservation Area)، والتي تعرف أيضًا باسم كازا (KAZA) في منطقة حيث تتقارب الحدود الدولية لما لا يقل عن خمس دول. وتشمل منطقة كبيرة من بحيرة زامبيزي العلوية (Upper Zambezi) وبحيرة أوكافانجو (Okavango) والدلتا (Delta). وتتضمن المنطقة كابرفي استريب (Caprivi Strip) التابعة لـ ناميبيا (Namibia)، ناحية الجنوب الشرقي لـ أنغولا، الأقفار الجنوبية الغربية التابعة لـ زامبيا، والأقفار الجنوبية الشمالية التابعة لـ بوتسوانا وغرب زيمبابوي. يتوسط هذه المنطقة التقاء نهر تشوبي (Chobe River) ونهر الزامبيزي (Zambezi River) حيث تلتقي كل من حدود بوتسوانا (Botswana) وناميبيا (Namibia) وزامبيا (Zambia) وزيمبابوي (Zimbabwe). وستتضمن مواقع مشهورة مثل حديقة تشوبي الوطنية (Chobe National Park) وحديقة هاونجي الوطنية (Hwange National Park) دلتا أوكافانجودلتا (Okavango Delta) في بوتسوانا وشلالات فيكتوريا (Victoria Falls).

## معلومات تاريخية
تمت صياغة المبادرة بالتعاون مع مؤسسة حدائق السلام (Peace Parks Foundation) والصندوق العالمي من أجل الطبيعة (World Wide Fund for Nature). حيث تم توضيحها من خلال مبادرة زامبيزي العلوية -أوكفانجو للسياحة الدولية (Okavango-Upper Zambezi International Tourism Initiative (OUZIT) وإدارة الموارد الطبيعية العابرة للحدود «النواحي الأربع» ("Four Corners" Transboundary Natural Resource Management). في 24 يوليو، 2003، التقى الوزراء المسؤولون عن السياحة في كل من أنغولا وبوتسوانا وزامبيا وزيبمابوي فيكاتيمو موليلو (Katimo Mulilo)، ناميبيا واتفقوا على الرؤية التي تنطوي عليها مبادرة KAZA TFCA. في يوليو 2006، أقر مؤتمر تطوير جنوب قارة إفريقيا (SADC)، KAZA TFCA، كمشروع SADC وفي 7 ديسمبر 2006 وقع وزراء البيئة والسياحة للدول الخمس المشاركة مذكرة تفاهم حول «شلالات فيكتوريا» و«زيمبابوي» مما يوفر آلية عمل تجاه تأسيس KAZA TFCA.

## المكونات
الحدائق الوطنية والمحميات الطبيعية داخل المنطقة هي كالتالي.
في زامبيا:
- حديقة ليوان بلين الوطنية (Liuwa Plain National Park)
- حديقة كافو الوطنية (Kafue National Park)
- حديقة موسي-أوا تونيا-الوطنية (Mosi-oa-Tunya National Park)
- حديقة سيوما ناجويزي الوطنية (Sioma Ngwezi National Park)

في ناميبيا:
- حديقة ماميلي الوطنية (Mamili National Park)
- حديقة مودمو الوطنية (Mudumu National Park)
- حديقة بوابواتا الوطنية (Bwabwata National Park)

في بوتسوانا:
- حديقة تشوبي الوطنية (Chobe National Park)
- حديقة مكجاديكجادي الوطنية (Makgadikgadi National Park)
- حديقة ناكسي بان الوطنية (Nxai Pan National Park)
- محمية موريمي الطبيعية (Moremi Game Reserve)

في زيمبابوي:
- حديقة هاونجي الوطنية (Hwange National Park)
- حديقة كازوما بان الوطنية (Kazuma Pan National Park)
- حديقة زامبيزي الوطنية (Zambezi National Park)
- حديقة شلالات فيكتوريا الوطنية (Victoria Falls National Park)

في أنغولا:
- حديقة لويانا الوطنية (Luiana National Park)
- حديقة لونجا-مافينجا الوطنية (Longa-Mavinga National Park)

يوجد أيضًا قسما إدارة الحياة البرية (Wildlife Management) وحواجز الصيد (Hunting Blocks) من ضمن هذه الأنواع. تعتبر شلالات فيكتوريا المشتركة بين زامبيا وزيمبابوي، موقعًا للتراث العالمي.

## وصلات خارجية
- Official site